# Zezé Di Camargo & Luciano (álbum de 1998)
Zezé Di Camargo & Luciano é o nono álbum de estúdio da dupla brasileira de música sertaneja Zezé Di Camargo & Luciano, lançado em 1998 pela Columbia Records e pela Sony Music.
O álbum teve como sucessos as canções "Pra Não Pensar em Você", "Pior é Te Perder", e "Dois Corações e Uma História". Além de duas músicas com questões políticas, "Meu País" e "Deus Salve a América". O álbum recebeu o disco de diamante da ABPD pela venda de um milhão de cópias.
A faixa "Felicidade, Que Saudade De Você" foi tema da novela Torre de Babel.

## Lista de faixas
| N.º            | Título                                          | Compositor(es)                | Duração |  |
| 1.             | "Pra Não Pensar em Você"                        | César Augusto Piska           | 5:02    |  |
| 2.             | "Flor de Flamboyant"                            | Zezé Di Camargo               | 4:13    |  |
| 3.             | "Imperfeito"                                    | César Lemos Karla Aponte      | 3:50    |  |
| 4.             | "Dois Corações e Uma História"                  | Carlos Randall Danimar        | 4:06    |  |
| 5.             | "Pior É Te Perder"                              | Alvaro Socci Claudio da Matta | 4:04    |  |
| 6.             | "Amores que Vêm e que Passam"                   | Carlos Randall Danimar        | 4:23    |  |
| 7.             | "Volta pro Meu Coração"                         | César Augusto Piska           | 4:06    |  |
| 8.             | "Quando a Cabeça Não Pensa"                     | Zezé Di Camargo / Felipe      | 4:07    |  |
| 9.             | "Seca Malvada"                                  | Lalo Prado Cecílio Nena       | 4:03    |  |
| 10.            | "À Queima-roupa"                                | Zezé Di Camargo               | 4:19    |  |
| 11.            | "Sabor de Pecado"                               | Zezé Di Camargo               | 3:14    |  |
| 12.            | "Meu País"                                      | Zezé Di Camargo               | 4:34    |  |
| 13.            | "Fim de Festa"                                  | Lucas Robles Antônio Luiz     | 4:11    |  |
| 14.            | "A Mais Louca Paixão"                           | Carlos Randall Danimar Tivas  | 3:52    |  |
| 15.            | "Vida, Viola e Violeiro"                        | Nildomar Dantas Ivan Medeiros | 3:36    |  |
| 16.            | "Deus Salve a América"                          | Fauze Jamil                   | 5:05    |  |
| 17.            | "Felicidade, que Saudade de Você" (bonus track) | Paulo Henrique César Augusto  | 4:39    |  |
| Duração total: | Duração total:                                  | Duração total:                | 1:11:00 |  |

## Certificações
| País          | Certificação | Ano  | Vendas certificadas |
| ------------- | ------------ | ---- | ------------------- |
| Brasil (ABPD) | Diamante     | 1998 | 1.700.000           |